# Coenosia praeacuta
Coenosia praeacuta este o specie de muște din genul Coenosia, familia Muscidae, descrisă de Stein în anul 1913. Conform Catalogue of Life specia Coenosia praeacuta nu are subspecii cunoscute.